# Nowa Sucha (powiat de Sochaczew)
Pour les articles homonymes, voir Nowa Sucha.
Nowa Sucha [ˈnɔva ˈsuxa] est un village polonais de la gmina de Nowa Sucha dans le powiat de Sochaczew et dans la voïvodie de Mazovie.
Il est le siège administratif de la gmina de Nowa Sucha.
Il est situé à environ 9 kilomètres au sud-ouest de Sochaczew et à 58 kilomètres à l'ouest de Varsovie.